# Хлопці не плачуть (фільм, 1999)
«Хлопці не плачуть» (англ. Boys Don't Cry) — це американський біографічний фільм 1999 року, знятий Кімберлі Пірс за сценарієм, написаним спільно з Енді Бінен. Фільм отримав премію «Оскар» за найкращу жіночу роль та багато інших нагород з усього світу. Слоган фільму: «Справжня історія про пошук хоробрості бути собою».
Стрічка названа на честь однойменної пісні гурту The Cure і кавер-версія пісні з'являється у фільмі.

## Сюжет
Брендон Тіна був популярним хлопцем в невеликому місті у Небрасці. Він вів звичайний спосіб життя: пив, гуляв, катався на серфінгу, бив машини, бився, спокушав жінок. І всі жінки були від нього в захваті. Але у нього була таємниця, і коли вона була розкрита, життя Брендона перетворилося на кошмар...

## Головні ролі
- Гіларі Свенк (англ. Hilary Swank) — Брендон Тіна
- Хлоя Севіньї (англ. Chloë Sevigny) — Лана Тісдел
- Пітер Сарсґаард (англ. Peter Sarsgaard) — Джон Лоттер
- Брендон Секстон ІІІ (англ. Brendan Sexton III) — Том Ніссон
- Алісія Горансон (англ. Alicia Goranson) — Кендіс
- Елісон Фолланд (англ. Alison Folland) — Кейт
- Жанетта Арнетт (англ. Jeannetta Arnette) — Лана Мом
- Роб Кемпбелл (англ. Rob Campbell) — Брайан
- Метт Макграт (англ. Matt McGrath) — Лонні

## Виробництво

### Історія
Брендон Тіна був трансгендерним хлопцем, якого зґвалтували й вбили два чоловіки, з якими він познайомився в грудні 1993 року, коли йому було 21 рік. Режисерка Кімберлі Пірс, в той час навчалася в Колумбійському університеті, зацікавилася випадком після прочитання у 1994 році в журналі «The Village Voice» статтю Донни Мінковіч. До зйомок, Пірс провела широке дослідження, яке тривало майже п'ять з половиною років. Вона занурилася в обширну інформацію, наявну про вбивство, в тому числі судові стенограми. Вона зустріла Лану Тісдел в міні-маркеті, а потім взяла у неї інтерв'ю в своєму будинку. Пірс також взяла інтерв'ю у матірі Тісдел. Вона також інтерв'ювала друзів Брендона, але не змогла взяти інтерв'ю у його мати або будь-кого з його біологічної сім'ї.

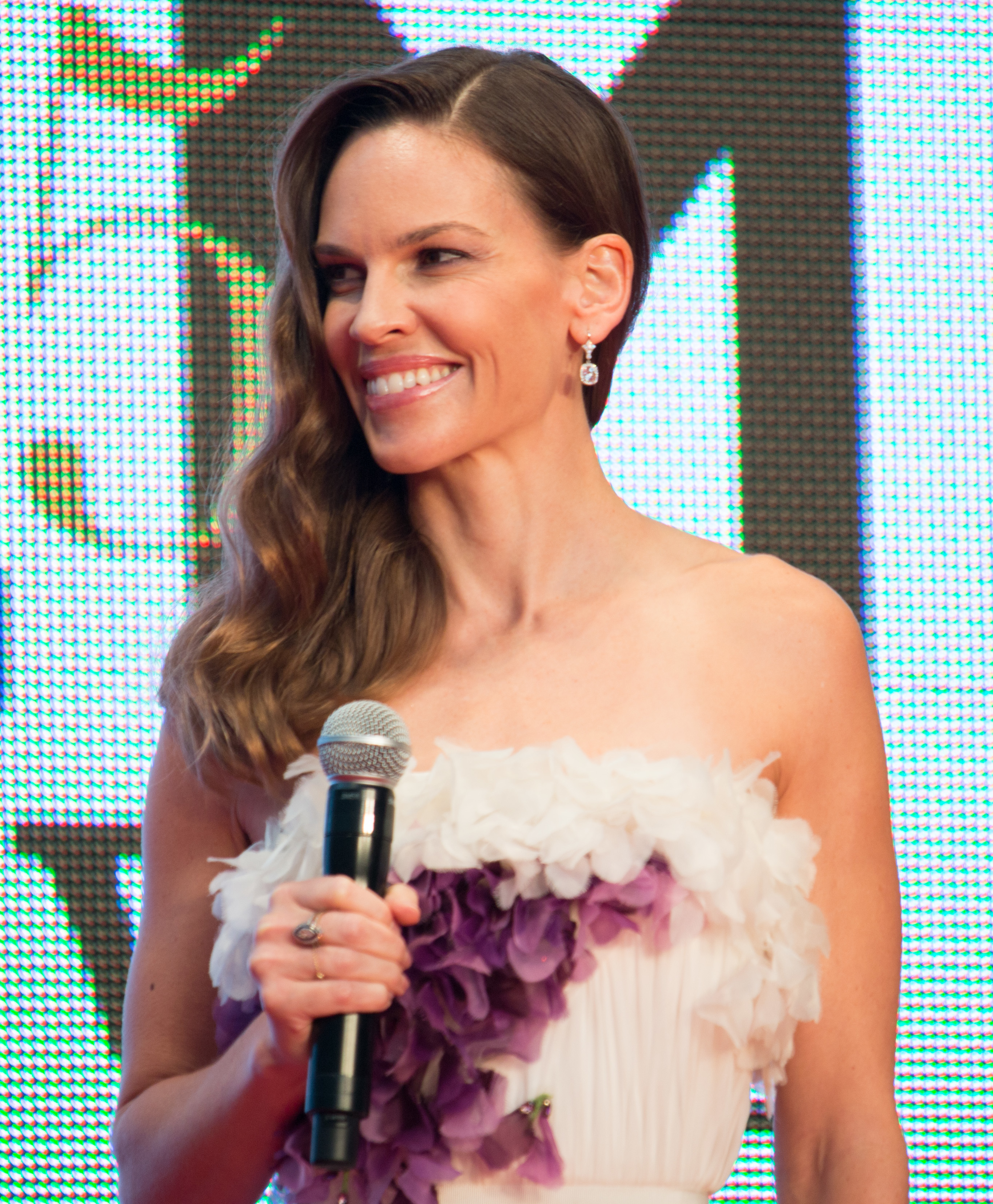
Акторка Гіларі Свенк

### Кастинг
Творці фільму зберегли імена більшості з реальних героїв. Процес зйомки фільму тривав майже чотири роки.
Гіларі Свенк спочатку брехала Кімберлі Пірс про своє походження. Коли режисерка дізналася про брехню, Свен сказала: «Але це те, що Брендон би зробив», і вона врешті-решт була взята у фільм. Щоб підготуватися до ролі, Свенк жила як персонаж протягом одного місяця.

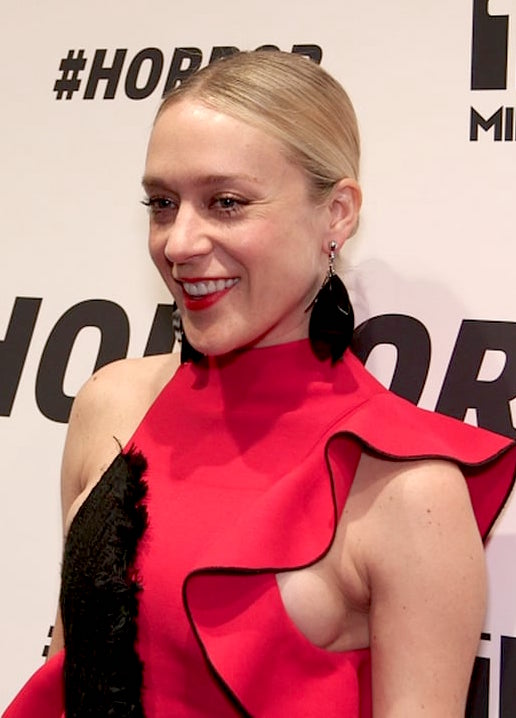
Акторка Хлоя Севіньї

Хлоя Севіньї спочатку прослуховувалася на роль Брендона Тіни. Кімберлі Пірс, проте, вибрала її на роль Лани Тісдел. У ролі дівчини Брендона, Лани Тісдел, режисерка спочатку бачила Джоді Фостер. Роль також пропонувалася Різ Візерспун та Сарі Поллі. Пірс вирішила вибрати Хлою Севіньї, зважаючи на її вражаючу продуктивність в фільмі «Останні дні диско» (1998).

### Зйомки
Основні зйомки фільму тривали з 19 жовтня по 24 листопада 1998 року з невеликим бюджетом. Пірс черпала натхнення з інших кримінальних фільмів, в тому числі «З холодним серцем» (1967), режисер Річард Брукс і «Безплідні землі» (1973), режисер Терренс Малік. Вона також брала натхнення з історії Піноккіо.

## Реліз
Прем'єра фільму відбулася на Нью-Йоркському кінофестивалі8 жовтня 1999 року виключно з позитивним визнанням критиків. Прем'єра на широких екранах для загалу відбулася 29 жовтня 1999 року (Канада). Відгуки в цілому були зосереджені на двох провідних ролях Свенк та Севіньї. Фільм отримав обмежений загальнонаціональний реліз 22 жовтня 1999 року і здійснювався переважно в північноамериканському прокаті. На 72-гій церемонії вручення кінопремії «Оскар» у 2000 році, Свенк отримала нагороду за найкращу жіночу роль, в той час як Севіньї була номінована на «Найкраща актриса другого плану».
Реліз фільму відбувся одночасно з вбивством гомофобами молодого гомосексуального хлопця, Метью Шепарда, що викликало додатковий інтерес громадськості до гострої проблеми.

### Нагороди та номінації
Фільм отримав  37 нагород і 57 номінацій. Більшість з цих номінацій і перемог були представлені для ролей Свенк і Севіньї. Свою нагороду фільм отримав також і на Українському міжнародному кінофестивалі Молодість в Києві.

### Відео для домашнього перегляду
DVD версія фільму була випущена в квітні 2000 року в Сполучених Штатах та Канаді. Крім того, фільм був випущений на VHS в березні 2000 року. В DVD міститься коментарі Кімберлі Пірс, а також невелике інтерв'ю з Пірс, Свенк і Севіньї. Це ж видання було перевидано в різних упаковках в 2006 році і знову в 2009 році, ще раз з іншою обкладинкою.
Фільм був випущений на Blu-Ray 16 лютого 2011 року 20th Century Fox Entertainment спільно з Fox Pathé Europa. Точні технічні характеристики і ексклюзивні особливості ідентичні попередньої версії північноамериканських DVD, за винятком поліпшеної якості зображення високої чіткості.

## Суперечки
Точність фільму була оскаржена реальними людьми, причетними до вбивства. Лана Тісдел зробила судовий позов на продюсерів фільму через «вторгнення в приватне життя» і несанкціоноване використання її імені і образу попередньо до театрального виходу фільму на екрани.